# 李性傳
李性传（1174年—1255年），字成之，号凤山，南宋四川井研人。
李舜臣之子。嘉定四年（1211年）举进士。历官干办行在诸军审计司，不久以宝章阁待制知饶州。迁武学博士。嘉定十四年（1221年）为太常博士兼诸王宫大小学教授。宝庆二年（1226年），任太常寺丞兼权都官郎官。端平元年（1234年），以刑部侍郎兼侍读。嘉熙元年（1237年），以宝章阁待制知饶州。李性传崇尚理学，他在临安供职，開始搜集《朱子语录》，至调任知饶州府时，十三年搜得四十一家，刻之于鄱阳学官。淳祐五年（1245年）正月十九日，拜端明殿学士、签书枢密院事兼权参知政事。宝祐二年（1254年）提举万寿观兼侍读，以观文殿学士致仕。宝祐三年（1255年）卒，特赠少保。

## 延伸阅读
[在维基数据编辑]
 《宋史·卷419》，出自脱脱《宋史》